# Podlasie
Podlasie (Podlasze, Hviderussisk: Падляшша Padljašša, Litauisk: Palenkė, Latin: Podlachia) er et historisk landskab beliggende i Polen og Hviderusland. De vigtigste byer i den polsk Podlasies del er Białystok, Siedlce, Biała Podlaska, Łuków, Bielsk Podlaski, Międzyrzec Podlaski, Radzyń Podlaski, Sokołów Podlaski, Hajnówka, Siemiatycze, Łapy, Monki, Czarna Białostocka; i Hviderusland: Brest (Hviderusland) (hviderussisk: Берасьце) og Kobryn (hviderussisk: Кобрын).